# مقاطعة كليبورن (لويزيانا)
مقاطعة كليبورن (بالإنجليزية: Claiborne Parish, Louisiana)‏ هي إحدى مقاطعات ولاية لويزيانا في الولايات المتحدة. تأسست سنة 1828، وتبلغ مساحتها 1988 كم2، بلغ عدد سكانها 17195 نسمة في عام 2010 حسب إحصاء مكتب تعداد الولايات المتحدة وتصل الكثافة السكانية فيها 8.8 نسمة/كم2.

## أعلام
- ديف إل. بيرس
- جون سيدني غاريت

## وصلات خارجية
- United States Counties